# リービジ

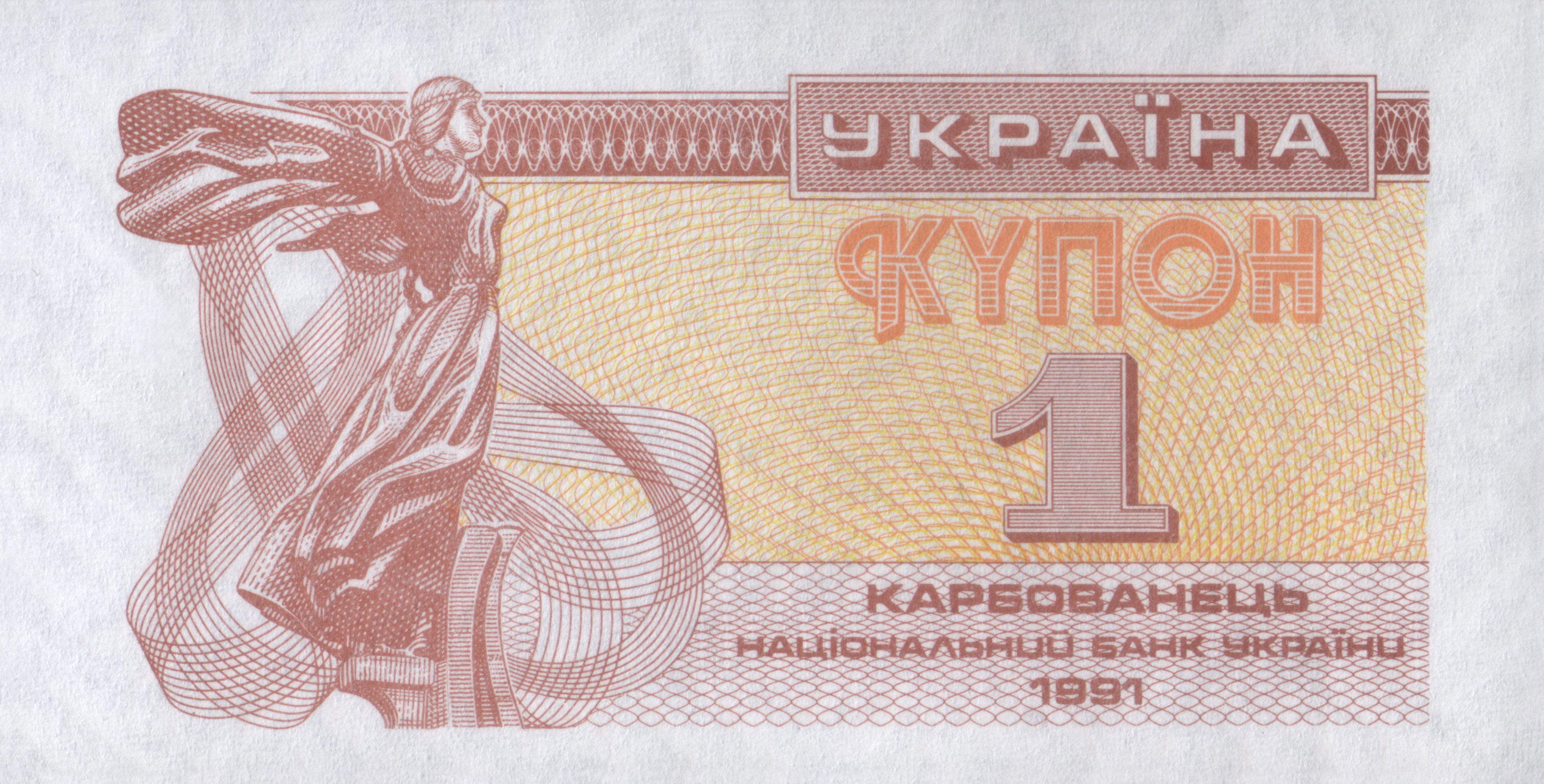
1991年のウクライナの紙幣。リービジが描かれている。

リービジ（ウクライナ語: Ли́бідь；[ˈlɪbʲidʲ]；）は、ウクライナの最古記録『ルーシ年代記』における伝説の姫。キーウの創立者、ポリャーネ族の公爵キーイの妹。ノヴゴロド地方の民俗叙事詩では、兄弟と共にノヴゴロドの地を荒らす好戦的で勇敢な女性として描かれている。リービジという名前はキーウのリービジ川に因んでいると考えられる。19世紀後半にオレクサンドル・トゥールブが集めた伝説によれば、リービジは絶世の美女であったため、多くの王子と騎士が彼女と結婚することを望んだという。しかし、結婚したくないリービジは宮殿を飛び出し、キーウの郊外にある山に隠れて独居するようになった。リービジは自分の人生を悲しみ、昼も夜も泣き続けたため、その姿が消えて涙となり、涙は流れて小川になったと伝わる。この川はリービジ川、山は乙女山と呼ばれるようになったという。